# フロム イエスタデイ
『フロム イエスタデイ』（英語: From Yesterday）は、桑田佳祐の1作目のベスト・アルバム。1992年6月27日にCDとカセットテープで発売。発売元はタイシタレーベル。キャッチコピーは『桑田佳祐をめぐる15の出来事』。
2001年6月25日にリマスタリングしたCDを再発売している。2001年の再発時のキャッチコピーには『ムスコも大きくなりました』。また、2016年2月26日にはダウンロード配信、2019年12月20日にはストリーミング配信を開始した。

## 背景
桑田ソロ、KUWATA BAND、SUPER CHIMPANZEEの活動を全てまとめた1987年 - 1992年のソロの作品になっている。当時KUWATA BANDのシングル作品は全てCD化されていなかったため、CDとしては初収録となった。

## リリース・アートワーク
ジャケットは表側が象、裏側が鯨のイラストであり、当時幼児だった桑田の実子が描いたものをそのまま採用している。
再発売
- 2001年6月25日（CD）VICL-60805

## チャート成績
本作は1992年7月13日付のオリコン週間ランキングにて最高位2位となり、登場週数は19週で累計売上枚数は111.1万枚となった。この結果により、桑田のソロ作品として初のミリオンセラーとなった。

## 収録曲
- タイトル表記は基本的にオリジナル収録時のものに従っている。既発曲の解説は各収録作品を参照のこと。

| 全作詞・作曲: 桑田佳祐（注記を除く）。 |                                                                                        |                        |                        |                                                     |      |
| #                                      | タイトル                                                                               | 作詞                   | 作曲・編曲             | 編曲                                                | 時間 |
| 1.                                     | 「悲しい気持ち (JUST A MAN IN LOVE)」                                                  | 桑田佳祐（注記を除く） | 桑田佳祐（注記を除く） | 桑田佳祐・藤井丈司・小林武史                        | 3:53 |
| 2.                                     | 「いつか何処かで (I FEEL THE ECHO)」                                                   | 桑田佳祐（注記を除く） | 桑田佳祐（注記を除く） | 桑田佳祐・小林武史・藤井丈司                        | 5:20 |
| 3.                                     | 「SHE'S A BIG TEASER」(作詞: Tommy Snyder & 桑田佳祐)                                  | 桑田佳祐（注記を除く） | 桑田佳祐（注記を除く） | 桑田佳祐 & 藤井丈司 & Sammy Merendino & T.Bone Wolk | 5:23 |
| 4.                                     | 「LADY LUCK」(作詞: Tommy Snyder)                                                      | 桑田佳祐（注記を除く） | 桑田佳祐（注記を除く） | 桑田佳祐 & Jimmy Bralower & Jeff Bova               | 5:50 |
| 5.                                     | 「Blue 〜こんな夜には踊れない」                                                        | 桑田佳祐（注記を除く） | 桑田佳祐（注記を除く） | 桑田佳祐・藤井丈司・小林武史                        | 4:51 |
| 6.                                     | 「誰かの風の跡」                                                                       | 桑田佳祐（注記を除く） | 桑田佳祐（注記を除く） | 桑田佳祐・藤井丈司・小林武史                        | 4:48 |
| 7.                                     | 「BAN BAN BAN」                                                                        | 桑田佳祐（注記を除く） | 桑田佳祐（注記を除く） | KUWATA BAND                                         | 4:40 |
| 8.                                     | 「スキップ・ビート (SKIPPED BEAT)」                                                    | 桑田佳祐（注記を除く） | 桑田佳祐（注記を除く） | KUWATA BAND                                         | 4:02 |
| 9.                                     | 「MERRY X'MAS IN SUMMER」                                                              | 桑田佳祐（注記を除く） | 桑田佳祐（注記を除く） | KUWATA BAND                                         | 5:03 |
| 10.                                    | 「ONE DAY」                                                                            | 桑田佳祐（注記を除く） | 桑田佳祐（注記を除く） | KUWATA BAND                                         | 4:01 |
| 11.                                    | 「SHE'LL BE TELLIN' (真夜中へデビューしろ!!)」(作詞: Tommy Snyder / 作曲: KUWATA BAND) | 桑田佳祐（注記を除く） | 桑田佳祐（注記を除く） | KUWATA BAND                                         | 3:56 |
| 12.                                    | 「YOU NEVER KNOW (恋することのもどかしさ)」(作詞: Tommy Snyder / 作曲: KUWATA BAND)    | 桑田佳祐（注記を除く） | 桑田佳祐（注記を除く） | KUWATA BAND                                         | 4:25 |
| 13.                                    | 「RED LIGHT GIRL (街の女に恋してた)」(作詞: Tommy Snyder / 作曲: KUWATA BAND)          | 桑田佳祐（注記を除く） | 桑田佳祐（注記を除く） | KUWATA BAND                                         | 3:49 |
| 14.                                    | 「北京のお嬢さん」                                                                     | 桑田佳祐（注記を除く） | 桑田佳祐（注記を除く） | SUPER CHIMPANZEE                                    | 4:01 |
| 15.                                    | 「クリといつまでも」                                                                   | 桑田佳祐（注記を除く） | 桑田佳祐（注記を除く） | SUPER CHIMPANZEE                                    | 4:27 |
| 合計時間:                              | 合計時間:                                                                              | 合計時間:              | 68:29                  |                                                     |      |

1. 悲しい気持ち (JUST A MAN IN LOVE) / 桑田佳祐
1987年発売のソロデビューシングル。
2. いつか何処かで (I FEEL THE ECHO) / 桑田佳祐
1988年発売の2枚目シングル。
3. SHE'S A BIG TEASER / 桑田佳祐
シングル「いつか何処かで (I FEEL THE ECHO)」カップリング曲。
4. LADY LUCK / 桑田佳祐
シングル「悲しい気持ち (JUST A MAN IN LOVE)」カップリング曲。
5. Blue 〜こんな夜には踊れない / 桑田佳祐
1988年発売の1枚目アルバム『Keisuke Kuwata』収録曲。
6. 誰かの風の跡 / 桑田佳祐
アルバム『Keisuke Kuwata』収録曲。
7. BAN BAN BAN / KUWATA BAND
1986年発売のデビューシングル。
8. スキップ・ビート (SKIPPED BEAT) / KUWATA BAND
1986年発売の3枚目シングル。カセットテープではここからSIDE B。
9. MERRY X'MAS IN SUMMER / KUWATA BAND
1986年発売の2枚目シングル。
10. ONE DAY / KUWATA BAND
1986年発売の4枚目シングル。
11. SHE'LL BE TELLIN' (真夜中へデビューしろ!!) / KUWATA BAND
1986年発売の1枚目アルバム『NIPPON NO ROCK BAND』収録曲。
『NIPPON NO ROCK BAND』同様、ブックレットには桑田による和訳も記載されている。
12. YOU NEVER KNOW (恋することのもどかしさ) / KUWATA BAND
アルバム『NIPPON NO ROCK BAND』収録曲。
『NIPPON NO ROCK BAND』同様、ブックレットには桑田による和訳も記載されている。
13. RED LIGHT GIRL (街の女に恋してた) / KUWATA BAND
アルバム『NIPPON NO ROCK BAND』収録曲。
『NIPPON NO ROCK BAND』同様、ブックレットには桑田による和訳も記載されている。
14. 北京のお嬢さん / SUPER CHIMPANZEE
シングル「クリといつまでも」カップリング曲。
15. クリといつまでも / SUPER CHIMPANZEE
1991年発売のデビューシングル。